# 清原地区市民センター前停留場
清原地区市民センター前停留場（きよはらちくしみんセンターまえていりゅうじょう）は、栃木県宇都宮市清原工業団地にある宇都宮ライトレール宇都宮芳賀ライトレール線の停留場。
本項では、当停留場に併設の交通結節点「清原工業団地トランジットセンター」についても解説する。

## 概要
宇都宮清原工業団地の中央部に建設された。仮称は「清原管理センター前」であった。

## 歴史
- 2021年（令和3年）4月23日：停留場名決定[5]。
- 2023年（令和5年）8月26日：開業[3][4]。

## 停留場構造
島式ホーム1面2線を有する。当停留場に併設する形で交通結節点（トランジットセンター）が整備される（後述）。

### のりば

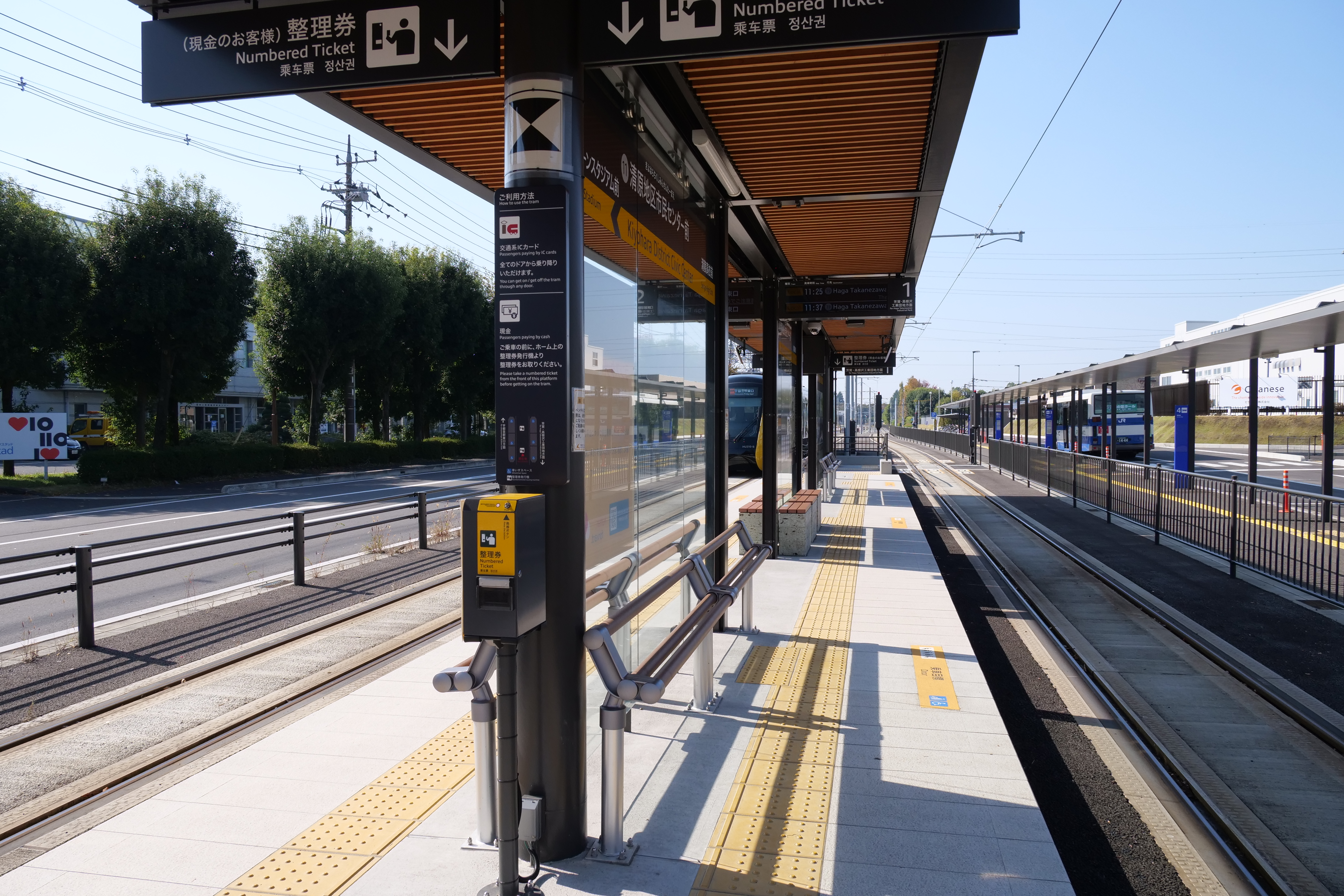
プラットホーム（2023年11月）

| 番線 | 路線          | 方向 | 行先                     |
| ---- | ------------- | ---- | ------------------------ |
| 1    | ■ライトライン | 下り | 芳賀・高根沢工業団地方面 |
| 2    | ■ライトライン | 上り | 宇都宮駅東口方面         |

## 利用状況
- 2024年2月時点での1日平均乗降人員は平日約1,100人・休日約600人である[7]。
- 2024年（令和6年）11月第2週の1日平均乗降人員は平日約1,260人・休日約810人である[8]。

## 清原地区市民センター前トランジットセンター
交通結節点として、バス停留所、駐車場、駐輪場、タクシー乗降場、地域内交通乗降場と連携した「清原地区市民センター前トランジットセンター（清原TC）」を設置している。
清原TCは、4バースのバス停留所、2バースのタクシー乗降場、1バースの地域内交通乗降場、90台のパークアンドライド駐車場、70台の駐輪場、トイレ付き待合室を備えた大規模な乗り継ぎ施設として整備された。
また、待合所内に観光や交通情報を提供する多機能型デジタルサイネージ「コレオ・タッチ」が設置されている。

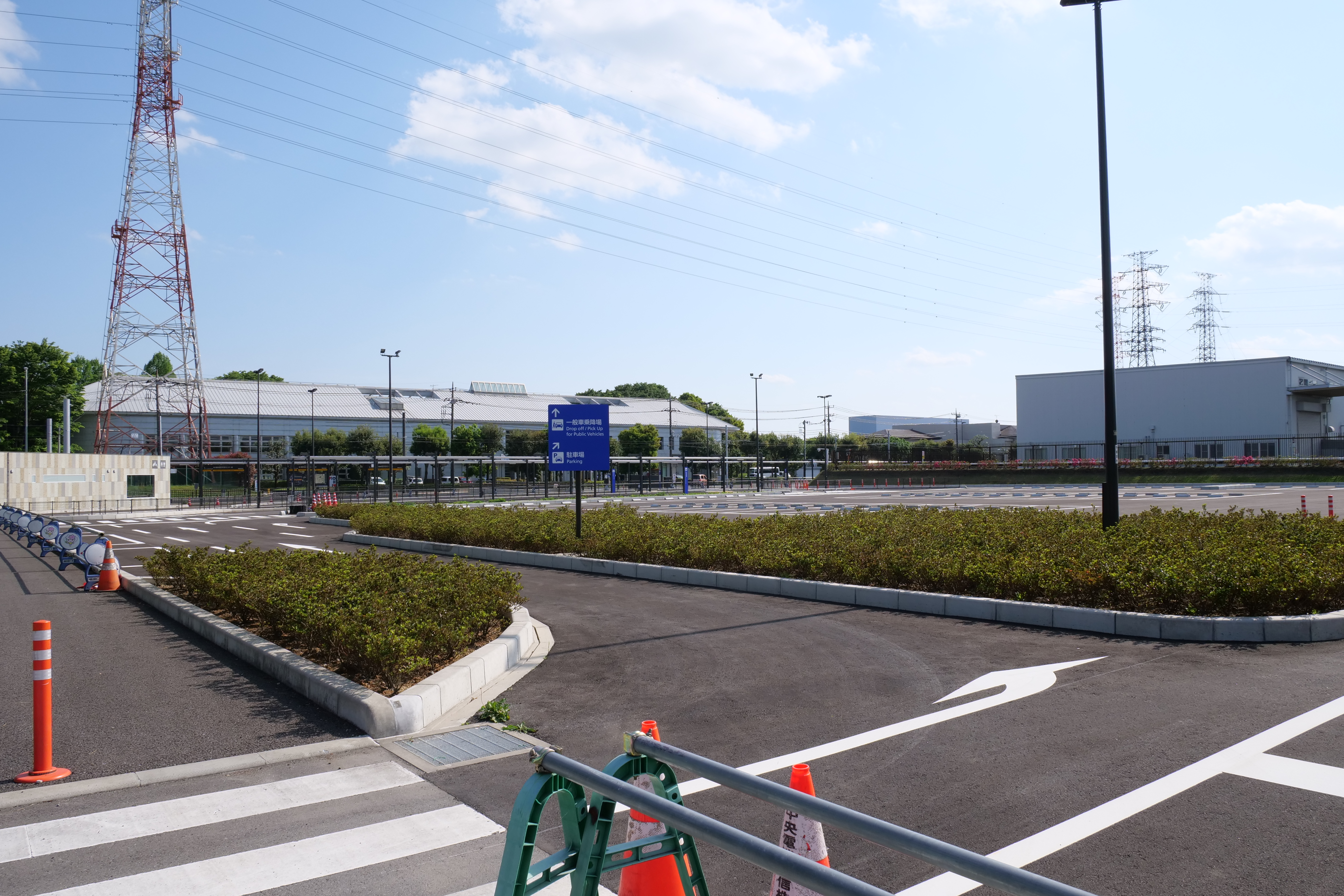
清原TCの全景（2023年5月）
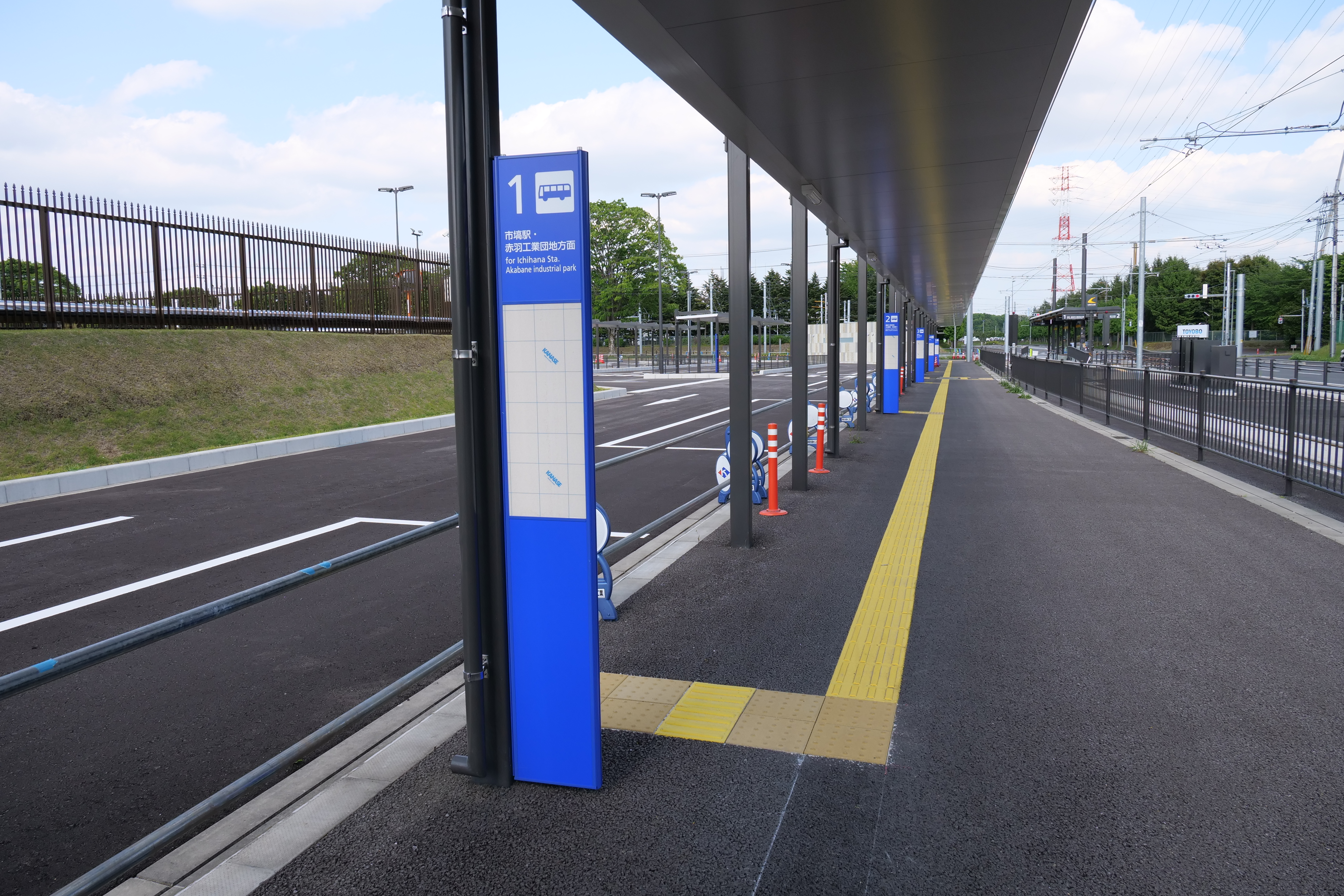
バス乗り場（2023年5月）
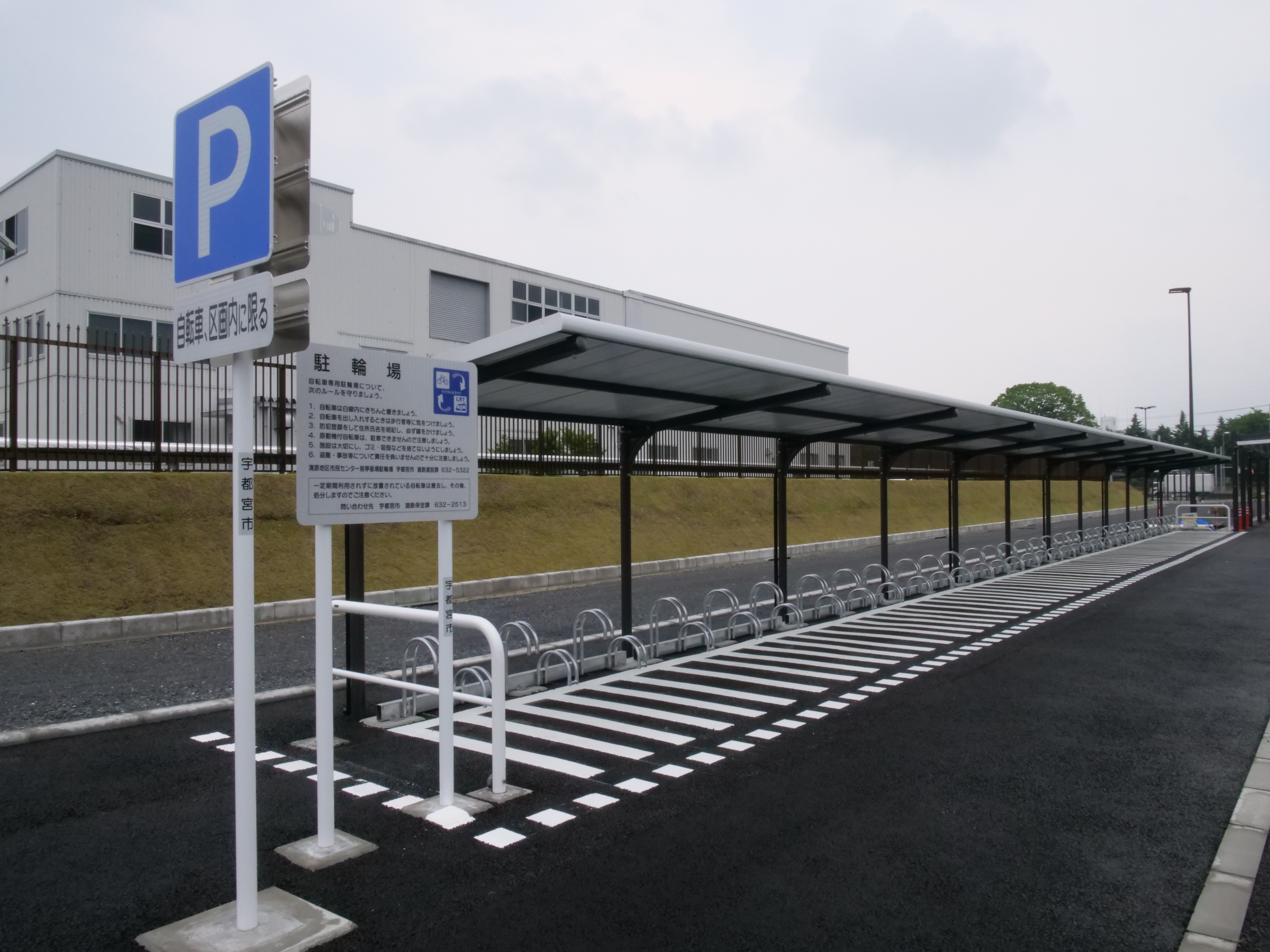
駐輪場（2022年5月）

### 接続バス路線
JRバス関東宇都宮支店が運行するバス路線が発着している。totra利用者限定でLRTと路線バス・地域内交通との乗継割引が実施されている。
1番乗り場（市塙駅方面）
- [35] 清原・市塙線 清原TC → 梨の木原 → 上赤羽 → 花王前 → 市貝温泉入口 → 市塙駅 → 上赤羽 → 花王前 → 市貝温泉入口 → 小貝口 → 市塙駅
  - [37] 清原TC → 梨の木原 → 上赤羽（区間便）

2番乗り場（清原工業団地方面）
- [54] 清原工業団地北循環 清原TC → セラニーズ前 → キヤノン光学技術研究所前 → カルビー清原工場前 → 久光製薬前 → エスペック前 → グリーンスタジアム → グリーンスタジアム南 → 清原TC ※平日のみ運行
- [55] 清原工業団地南循環 清原TC → 東洋紡前 → 日本たばこ産業前 → エム・イー・エム・シー前 → 大徳食品前 → ロックペイント前 → 清原球場南 → 清原TC ※平日のみ運行

3番乗り場（清原台団地・ゆいの杜方面）
- [51] 清原台団地・ゆいの杜循環線 清原TC → 清原台団地 → ゆいの杜 → 清原台団地 → 清原TC
  - [52] 清原TC → とちぎ産業創造プラザ（区間便）

### 地域内交通
清原TCからのバス路線の接続がない地域へ向けて、地域内交通が運行されている。TC内に5番乗り場として専用の乗り場が設けられている。
清原さきがけ号
清原TCから清原台団地方面を結ぶコミュニティバス。誰でも利用可能。
清南スマイル号
清原TCと清原地域内に居住する世帯を結ぶデマンド型乗り合いタクシー。利用登録が必要で清原地域外に居住する者は利用できない。
板戸のぞみ号
清原TCと清原地域北部の板戸地区に居住する世帯を結ぶデマンド型乗り合いタクシー。利用登録が必要で板戸地区外に居住する者は利用できない。

## 停留場周辺
清原工業団地の一角にある。南側に宇都宮清原中央公園があり、野球場と体育館を併設している。
- 宇都宮清原中央公園
  - 宇都宮清原球場
  - 宇都宮市清原体育館
- 宇都宮清原工業団地
- 宇都宮市清原地区市民センター・生涯学習センター

## 隣の停留場
宇都宮ライトレール
■宇都宮芳賀ライトレール線
快速（平日朝下りのみ運転）・各停
清陵高校前停留場 (10) - 清原地区市民センター前停留場 (11) - グリーンスタジアム前停留場 (12)